# マウン・マウン
マウン・マウン（Maung Maung、1925年1月11日 - 1994年7月2日）はミャンマーの政治家。1988年8月19日から同年9月18日までの約1ヶ月、同国大統領、ビルマ社会主義計画党 (BSPP) 議長を務めた。

## 経歴
第二次世界大戦に従軍。戦後は軍を退役し新聞社を設立した。1974年に制定された憲法の起草者の一人。
1988年8月8日の大規模デモを受けて辞職したセイン・ルインの後継者としてBSPP議長に就任したが、彼の執政はソウ・マウンによるクーデターで終わりを告げた。